# Vasant Rai
Pour les articles homonymes, voir Rai.
Vasant Rai, né en 1942 à Unjha (État du Gujarat), en Inde, et mort en 1985 à New York, est un musicien indien.
Il est l'un des maîtres de la musique indienne et joue du sarod, un instrument indo-afghan.

## Biographie
Vasant Rai est le dernier élève de Baba Allauddin Khan, surtout connu pour avoir été le maître de Ravi Shankar.